# Lepona
Lepona (en georgiano: ლეფონა) o Alapanra (en abjasio: Алаԥанра) es una aldea que pertenece a la parcialmente reconocida República de Abjasia, dentro del distrito de Ochamchire, aunque de iure es parte del municipio de Ochamchire de la República Autónoma de Abjasia de Georgia.

## Toponimia
En mingreliano, Leponi (en megreliano: ლეფონი) es el nombre de una planta arbórea y el sufijo -ona en mingreliano expresa colectividad. 

## Geografía
Lepona se encuentra a orillas del mar Negro, a 26 km de Ochamchire. Las aldea se administra desde el pueblo de Kindgui.  

## Historia
En 1930, Lepona se incluyó en la comunidad de Kindgui.